# Montesia elegantula
Montesia elegantula är en skalbaggsart som beskrevs av Monné 1979. Montesia elegantula ingår i släktet Montesia och familjen långhorningar. Inga underarter finns listade i Catalogue of Life.